# Bundesstraße 499
Pour les articles homonymes, voir Route 499.

La Bundesstraße 499 est une ancienne Bundesstraße du Land de Rhénanie-du-Nord-Westphalie.

## Histoire
La B 499 est créée le 1er janvier 1967 pour améliorer le réseau routier fédéral. Cependant, il ne s'agit que d'une courte liaison transversale : à l'origine, la B 499 relie Wettringen à Burgsteinfurt. En 2005, une piste cyclable de 5 km est construite de Neuenkirchen au passage à niveau de Wettringen, afin d'assurer notamment la sécurité des écoliers. Le contournement de Wettringen est achevé en décembre 2013, la B 499 commence au rond-point avec la Bundesstraße 70 à Neuenkirchen. Ce rond-point se trouve au milieu de la Kiessandzug, c'est pourquoi les gabions, qui y forment un N à quatre côtés, sont remplis de débris de l'ère glaciaire.
En 2016, elle est déclassée et devient un tronçon complet de la Landesstraße 580.

## Source
- (de) Cet article est partiellement ou en totalité issu de l’article de Wikipédia en allemand intitulé « Bundesstraße 499 » (voir la liste des auteurs).

1. ↑  (de) « Steinfurt / Neuenkirchen Verkehrsunfallflucht », sur Münstersche Zeitung, 2015 (consulté le 5 juillet 2022)